# 파울 루트비히 에발트 폰 클라이스트

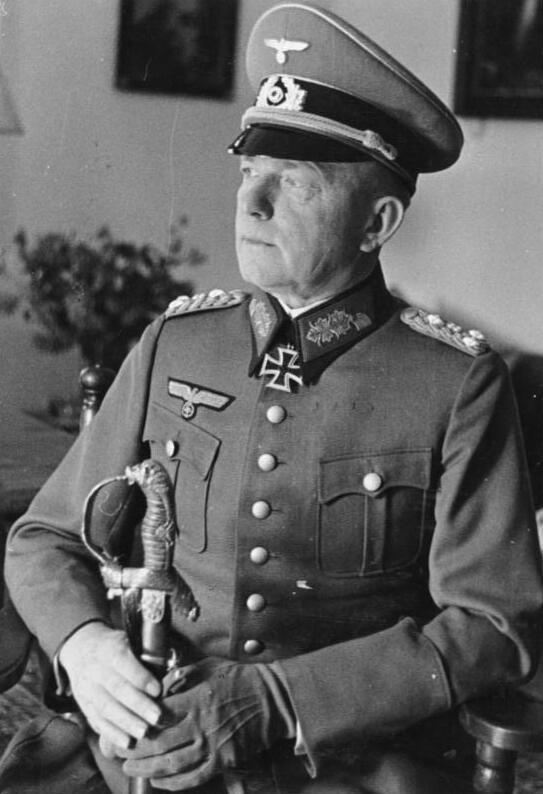
에발트 폰 클라이스트.

파울 루트비히 에발트 폰 클라이스트(독일어: Paul Ludwig Ewald von Kleist, 1881년 8월 8일 ~ 1954년 11월 13일) 은 제1차 세계대전과 제2차 세계대전에서 활약한 독일의 군인이다. 그는 원수의 계급까지 승진했으며, 기갑부대의 활용에 능해 "기동의 대가", 또는 "판처 클라이스트"(기갑의 클라이스트)라고 일컬어진다.

## 이력
브라운펠스안데어란의 귀족가문에서 태어났고, 소년시절부터 군사학교에서 교육받고 1900년에 졸업하였다. 그는 후사르의 소위로 근무하였으며,제1차 세계대전에는 연대장으로 참전하였다. 대전이 끝난 이후에도 군에 남아 1932년-1935년 사이에는 기병사단의 사단장을 역임하였다.
이후 예비역이 되었다가 1939년 8월 폴란드 침공을 앞두고 현역으로 복귀하였다.
폴란드 침공에서 그는 제22 기갑군단을 지휘하였고, 프랑스 전투에서는 자신의 이름이 붙은 클라이스트 기갑집단 (Panzergruppe von Kleist)을 이끌었다. 여기에는 제41 기갑군단과, 19기갑군단이 소속되어 있었는데, 유명한 전격전 이론가인 하인츠 구데리안은 제19 기갑군단의 사령관이었다.또한 에르빈 롬멜도 클라이스트의 휘하에 있었다.'(정정 : 프랑스전역시 롬멜은 클루게 휘하 4야전군에 속해 있었다.)
이때만 해도 클라이스트는 전격전 이론에 회의적이었다. 그리하여 구데리안과 롬멜이 영불해협까지 이르는 등, 지나치게 깊숙하게 적진을 돌파하자 정지명령을 내렸으나, 그들이 명령을 따르지 않자 해임하려고 하였다. 그러나 서부전선 총사령관인 룬트슈테트는 클라이스트의 해임안을 재가하지 않았고, 영불 연합군은 깊숙이 돌파한 독일군에 포위되었다. 이때부터 클라이스트는 전격전의 유용성을 확인하고, 이를 익혀 대가가 되었다. 1940년 클라이스트는 프랑스군을 격파한 공적으로 대장(Generaloberst, 또는 상급대장이라고도 함)에 올랐다.
이후 1941년 4월, 클라이스트는 제1기갑집단의 사령관이 되었고, 단숨에 유고슬라비아와 그리스를 정복하였다.
클라이스트의 제1기갑집단(후에 제1기갑군으로 이름을 바꾼다)은 이해 6월에 벌어진 바르바로사 작전에도 남부 집단군의 휘하로 참가하였다. 클라이스트의 부대는 키예프 포위전에서 중부 집단군에서 전출된 구데리안군과 함께 포위전을 실시하여 소련군 60여만명을 포로로 잡는 대승을 거두었다.
1942년에는 자신의 이름을 딴 클라이스트 군집단 (제1기갑군, 제17군등)의 사령관을 맡아 대유전지대인 코카서스를 목표로 계속 전진하였다.(청색 작전) 이 부대는 A집단군(남부집단군을 2개로 나눈)으로 이름을 바꾸고 목표인 코카서스까지 도달하지만, 이해 11월 측방을 맡고 있던 제6군이 스탈린그라드에서 포위당하자 A집단군도 후방을 차단당하여 포위의 위기에 몰리게 되었으나 재빨리 후퇴하여 위기를 모면하였다. 이 공적으로 클라이스트는 원수로 승진하였다.
이후 1944년 3월 클라이스트는 압도적인 소련군 병력에 A집단군이 붕괴의 위험이 처하자 만슈타인과 함께 히틀러의 후퇴 허가를 청원하였으나 이때문에 히틀러에 호출되어 A집단군의 사령관에서 해임당했고, 그자리에서 예편되었다.
이후 바이데브뤽의 자택에서 은퇴생활을 하다가 1945년 4월 미군에게 체포되었고, 전범혐의로 1946년 유고슬라비아에 넘겨졌다. 유고슬라비아에서 15년 형을 선고받고 다시 1948년 소련에 넘겨져 전범혐의로 종신형을 선고받았다. 1954년 소련의 포로수용소에서 사망하였다.